# Bernhard Reitshammer
Bernhard Reitshammer, född 17 juni 1994, är en österrikisk simmare.

## Karriär
Vid EM 2024 i Belgrad var Reitshammer en del av Österrikes lag som tog guld på 4×100 meter medley.